# Pôle d'équilibre territorial et rural pour le développement du Pays Beauce Gâtinais en Pithiverais
Pour les articles homonymes, voir Beauce et Gâtinais (homonymie).
Le PETR pour le développement du Pays Beauce Gâtinais en Pithiverais est un pôle d'équilibre territorial et rural et anciennement un pays française, situé dans le département du Loiret et la région Centre-Val de Loire.

## Historique
- 26 février 1996 : création du Syndicat mixte du pays Beauce Gâtinais en Pithiverais

## Composition
Le Pays Beauce Gâtinais en Pithiverais est constitué de 96 communes sur 6 cantons (Beaune-la-Rolande, Bellegarde, Malesherbes, Outarville, Pithiviers et Puiseaux.

## Organisation
Président : Monique Bévière (UMP)
Vice-présidents : 
- Michel Picard (DVD)
- Albert Février (UMP)
- Denis Thion (DVG)

### Source
- Le Pays Beauce Gâtinais en Pithiverais sur le site du Conseil Général du Loiret